# Clic (informàtica)
En informàtica, es denomina clic, fer clic, clicar, cliquejar o punxar a l'acció de prémer qualsevol dels botons d'un ratolí de computadora. Com a resultat d'aquesta operació, el sistema aplica alguna funció o procés a l'objecte assenyalat pel cursor o el punter en el moment de realitzar-la.
Depenent del tipus de computadora, del sistema operatiu instal·lat, del programa en ús i de l'element assenyalat; així com de quin botó es pressioni i amb quina seqüència de pulsacions es faci, l'acció resultant serà diferent entre una variada sèrie de possibilitats.